# Kontraterrorisme
Kontra- eller antiterrorisme er en efterretningsdiciplin, der søger at forebygge, afsløre og bekæmpe forsøg på terrorisme. Som en del af et lands militær, politi eller efterretningstjeneste, kan der være en stående enhed med udstyr til at gennemføre f.eks. arrestation af potentielle terrorister. Antiterrorismen har en lang historie i den vestlige verden og kan føres helt tilbage til bekæmpelsen af pirater.